# Lista de municípios de Castela-Mancha
- Municípios de Albacete

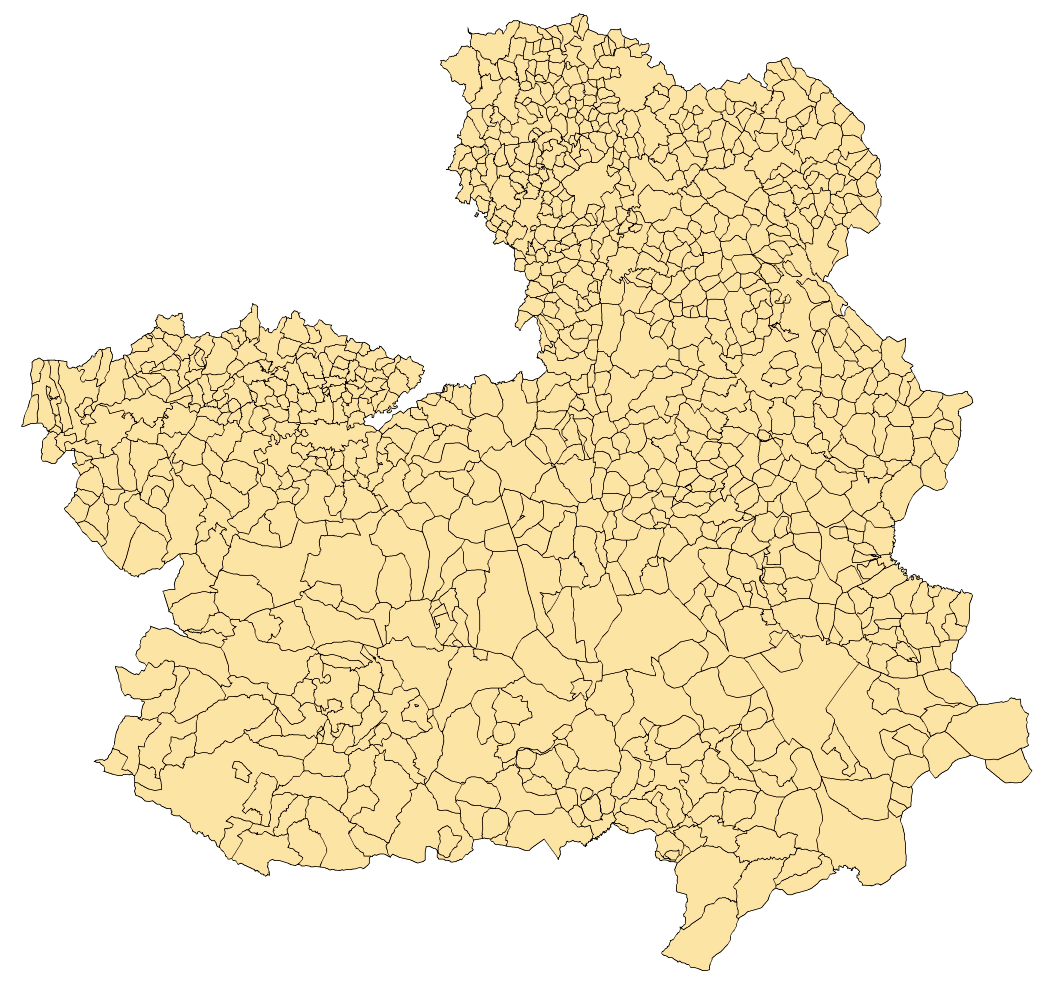
Mapa municipal de Castela-La Mancha (Espanha). 2003

- Lista de municípios de Cidade Real
- Municípios de Cuenca
- Municípios de Guadalajara
- Municípios de Toledo